# Jacques Doillon
Jacques Doillon (* 15. března 1944 Paříž) je francouzský režisér. Na počátku své kariéry natočil několik krátkometrážních snímků. První celovečerní film s názvem Les Doigts dans la tęte natočil v roce 1974. V osmdesátých letech měl vztah s herečkou a zpěvačkou Jane Birkinovou. V roce 1982 se jim narodila dcera Lou Doillon, která později působila jako modelka, herečka a zpěvačka (hrála také ve filmech svého otce).